# فیروزکلای بالا
'فیروزکلای بالا، (فیروزکلا علیا) روستایی است از توابع بخش کجور شهرستان نوشهر در استان مازندران ایران و در ۶۰ کیلومتری شهر نوشهر می‌باشد.

## جمعیت
این روستا در دهستان توابع کجور قرار داشته و براساس آخرین سرشماری مرکز آمار ایران که در سال ۱۳۸۵ صورت گرفته، جمعیت آن 2700نفر (800خانوار) بوده‌است.. مردم بومی فیروزکلای بالا از قومیت طبری هستند. مردم فیروزکلای بالا به زبان طبری و گویش کجوری سخن می‌گویند.

## نقاط دیدنی
از نقاط دیدنی این ده می‌توان به امامزاده سید سیف الدین و چشمه‌های آب معدنی اشاره نمود.

## اقتصاد
شغل بیشتر مردم این روستا کشاورزی و دامپروری است .

## زبان
مردم فیروزکلا بالا  به زبان طبری با گویش کجوری سخن می‌گویند.